# Camp de concentration de Jungfernhof
Le camp de concentration de Jungfernhof est un camp de concentration en Lettonie. Le camp opère de décembre 1941 à mars 1942. On y enferme des Juifs d'Allemagne et d'Autriche originellement destinés à être déportés à Minsk.

## Création et organisation
Le camp de concentration de Jungfernhof est situé près de la gare de Šķirotava, situé à l'époque à environ 3 kilomètres au sud-est de Riga (maintenant, sur le territoire de la ville). Initialement une ferme, le site est transformé par l’Armée Rouge pour en faire un aéroport militaire durant l'Occupation soviétique de la Lettonie en 1940 mais seule une voie de circulation est construite.
Le domaine  s'étend sur 200 hectares, avec un entrepôt, trois grandes granges, cinq petites casernes et diverses étables. Le camp est rapidement improvisé : il n'y a ni tours de guet ni clôture et  une patrouille mobile de dix à quinze policiers auxiliaires lettons (Hilfspolizei) sous le commandement allemand Rudolf Seck (en). Les bâtiments vétustes et inchauffables sont impropres à l’hébergement de plusieurs milliers de personnes.
Le camp sert de logement pour l’excès de juifs déportés d'Allemagne et d'Autriche. Les prisonniers sont utilisés pour des travaux forcés afin de construire le camp de concentration de Salaspils.

## Démantèlement du camp
Une fois que les 450 prisonniers les plus forts sont restés sur place en mars 1942, Rudolf Seck construit une ferme. Les prisonniers sèment des légumes et plantent sur la voie de circulation. Les granges délabrées sont démolies et remplacées par des casernes pouvant également être chauffées. Les bonnes récoltes de l’année suivante conduisent à une amélioration rapide de la situation des approvisionnements dans le camp. Rudolf Seck a également organisé des soirées dansantes au Jungfernhof.
Début juillet 1942, le camp doit livrer au total 130 ouvriers au ghetto de Riga. D'autres déportations suivent en 1943. Pour compenser ces pertes, Rudolf Seck contraint temporairement les habitants du ghetto à travailler dans les champs du camp. En août 1943, seuls 82 ouvriers sont inscrits au Jungfernhof. En 1944, le camp du Jungfernhof est abandonné et Rudolf Seck s'installe avec un petit groupe de travailleurs forcés dans un autre domaine inconnu.

## Bilan des déportés

### Bilan estimé
Environ 4 000 déportés transitent par le Jungfernhof au cours de ses quatre mois d'activité, presque tous sont morts à cause des mauvaises conditions du camp ou sont tués lors du massacre de Rumbula et de l'action de Dünamünde. Seuls 148 survivront.

### Principaux déportés connus
- Joseph Carlebach